# بني علكم (بني العوام)

تعديل مصدري - تعديل

بني علكم هي إحدى قرى عزلة بني القدمي بمديرية بني العوام التابعة لمحافظة حجة، بلغ تعداد سكانها 372 نسمة حسب تعداد اليمن لعام 2004.